# 八里台立交桥
八里台立交桥是位於中華人民共和國天津市南开区天津中环线复康路、卫津路交会处的一個互通式3层立交桥，由东西南北4条
匝道相连接。立交橋為钢筋混土结构，桥下四周有花坛绿地，占地7.4公顷，上层主桥全长2053米，宽17米，高11.5米，东接吴家窑大桥，西连复康路。中层是直行卫津路快车道。底层为非机动车道和人行道。立交橋於1985年修建，得名自八里台。